# Jamie Mackie
Pour les articles homonymes, voir James Mackie et Mackie (homonymie).
James « Jamie » Charles Mackie, né le 22 septembre 1985 à Dorking (Angleterre), est un footballeur international écossais qui évolue au poste d'attaquant.

## Carrière

### En club
À l'issue de la relégation de Plymouth Argyle en D3 anglaise, Mackie quitte le club et signe dans un autre club de D2 anglaise, Queens Park Rangers. Les Rangers visent la montée en Premier League. Au bout de quelques semaines de championnat, Mackie pointe dans le trio des meilleurs buteurs de 2e division.
Le 25 juillet 2013 il rejoint Nottingham Forest.

### En sélection
Mackie est sélectionné en équipe d'Écosse à l'automne 2010, à l'occasion des éliminatoires du Championnat d'Europe de 2012. C'est à son troisième match sous les couleurs écossaises, à l'occasion d'une rencontre amicale contre les îles Féroé le 16 novembre 2010, qu'il inscrit son premier but.

## Palmarès

### En club
Queens Park Rangers
- Champion d'Angleterre de D2 en 2011.

### Distinctions personnelles
- Élu meilleur joueur du mois de Championship en septembre 2010[2].

## Statistiques
| Saison    | Club                | Pays                | Championnat         | Coupes nationales | Coupes continentales | Sélection Écosse |
| --------- | ------------------- | ------------------- | ------------------- | ----------------- | -------------------- | ---------------- |
| 2003-2004 | Wimbledon FC        | Championship        | 13 matchs           | 3 matchs          | -                    | -                |
| 2004-2005 | Milton Keynes Dons  | League One          | 3 matchs            | 1 match           | -                    | -                |
| 2005-2006 | Exeter City         | Conference National | 23 matchs / 3 buts  | 1 match           | -                    | -                |
| 2006-2007 | Exeter City         | Conference National | 43 matchs / 5 buts  | 2 matchs          | -                    | -                |
| 2007-2008 | Exeter City         | Conference National | 24 matchs / 11 buts | 3 matchs / 1 but  | -                    | -                |
| 2007-2008 | Plymouth Argyle     | Championship        | 13 matchs / 3 buts  | -                 | -                    | -                |
| 2008-2009 | Plymouth Argyle     | Championship        | 43 matchs / 5 buts  | 2 matchs          | -                    | -                |
| 2009-2010 | Plymouth Argyle     | Championship        | 42 matchs / 8 buts  | 2 matchs          | -                    | -                |
| 2010-2011 | Queens Park Rangers | Championship        | 25 matchs / 9 buts  | 2 matchs          | -                    | 3 matchs / 1 but |
| 2011-2012 | Queens Park Rangers | Premier League      | 31 matchs / 7 buts  | 3 matchs          | -                    | 2 matchs / 1 but |
| 2012-2013 | Queens Park Rangers | Premier League      | 29 matchs / 2 buts  | 4 matchs          | -                    | 4 matchs         |

Dernière mise à jour le 21 mai 2013

## Buts internationaux
|   | Date             | Lieu                                        | Adversaire | Évolution du Score | Résultat | Compétition  |
| - | ---------------- | ------------------------------------------- | ---------- | ------------------ | -------- | ------------ |
| 1 | 16 novembre 2010 | Pittodrie Stadium, Aberdeen, Écosse         | Îles Féroé | 3-0                | 3-0      | Match amical |
| 2 | 11 novembre 2011 | Stade Antonis-Papadopoulos, Larnaca, Chypre | Chypre     | 0-2                | 1-2      | Match amical |